# Augustabad
Das Kaiserin-Augusta-Bad, kurz Augustabad, war ein Frauenbad im Bäderviertel von Baden-Baden, das von 1893 bis 1962 bestand.

## Geschichte
Das Augustabad wurde als Gegenstück zum unmittelbar benachbarten Friedrichsbad geplant und für die ausschließliche Benutzung durch Frauen entworfen. Ein Grund für den Bau war das Glücksspielverbot im gesamten Deutschen Reich ab 1872, das zu einer Neuausrichtung der „Glücksspielstadt“ Baden-Baden mit Fokus auf Kur- und Heilbäder führte. Die Pläne für den schwierigen dreieckigen Bauplatz zwischen dem Friedrichsbad, dem Kloster vom Heiligen Grab und der Zähringerstraße erstellte der Architekt Josef Durm als Leiter der großherzoglich badischen Baudirektion. Der Bau des Bades dauerte von 1890 bis 1893. Sein Name erinnert an die deutsche Kaiserin Augusta, die häufig in Baden-Baden zur Kur weilte.
In den 1930er Jahren war das Augustabad baufällig geworden, und man dachte über einen Abriss nach. Dieser erfolgte aber erst 1962. Zu dieser Zeit fielen gleich mehrere historische Gebäude des Bäderviertels einem Abriss zum Opfer. Heute ist das Grundstück zum Teil mit der Friedrichsbad-Terrasse überbaut, die neben Parkplätzen auch die römischen Badruinen birgt. Eine Figur aus der Fassade des Augustabads erinnert an dessen frühere Position auf dem heutigen Römerplatz.

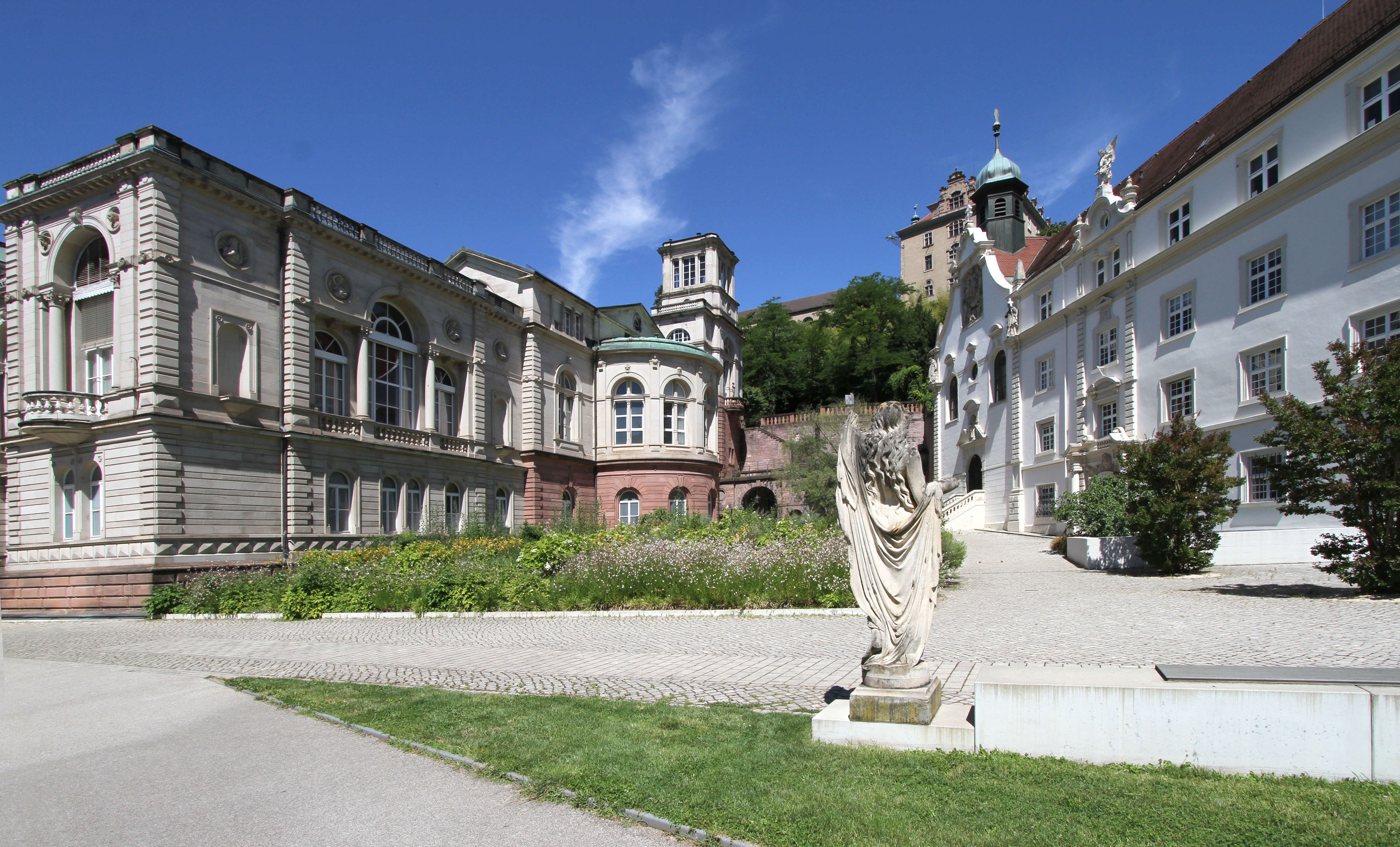
Ehemaliger Standort des Augustabads mit Statue aus der Fassade. Links Friedrichsbad, rechts Klosterschule vom Heiligen Grab.

Der Name Augustabad ging auf das in der Nähe neu erbaute Kurmittelhaus über, das in den 1980er-Jahren zur Caracalla-Therme umgebaut wurde.